# Kālna
Kālna är en ort i Indien.   Den ligger i distriktet Barddhamān och delstaten Västbengalen, i den östra delen av landet, 1 300 km sydost om huvudstaden New Delhi. Kālna ligger 19 meter över havet och antalet invånare är 53 964.
Terrängen runt Kālna är mycket platt. Runt Kālna är det mycket tätbefolkat, med 1 135 invånare per kvadratkilometer. Närmaste större samhälle är Shāntipur, 7,8 km öster om Kālna. Trakten runt Kālna består till största delen av jordbruksmark.